# Spermophilus fulvus
Il citello giallo (Spermophilus fulvus (H. Lichtenstein, 1823)) è uno sciuride appartenente al genere dei citelli (Spermophilus).

## Descrizione
Il citello giallo è un citello relativamente grande e raggiunge una lunghezza testa-corpo di circa 22,4-32,3 centimetri con un peso di circa 290-600 grammi. La coda è lunga circa 7,1-8,5 centimetri ed è quindi, come in tutti i citelli, significativamente più corta del resto del corpo. Il colore del dorso è marrone dorato con un sottopelo grigio cenere.
Come tutte le specie del suo genere, ha un unico incisivo a scalpello per emimascella, seguito da uno spazio privo di denti (diastema). Seguono due premolari e tre molari. Al contrario, sulla mascella inferiore vi è un solo premolare per lato. Complessivamente vi sono 22 denti.

## Distribuzione e habitat
Il citello giallo si incontra a est del Volga e a nord-est del mar Caspio in Russia, Kazakistan, Uzbekistan, Tagikistan occidentale e Turkmenistan, nonché in popolazioni isolate nell'Iran nord-orientale e nell'Afghanistan settentrionale. Thorington et al. (2012) indicano anche l'esistenza di una popolazione nello Xinjiang, in Cina, che, tuttavia, non era stata precedentemente menzionata da Smith e Yan Xie (2009).
Inoltre, la specie è riuscita a insediarsi e stabilirsi in vari luoghi al di fuori dell'areale originario.

## Biologia

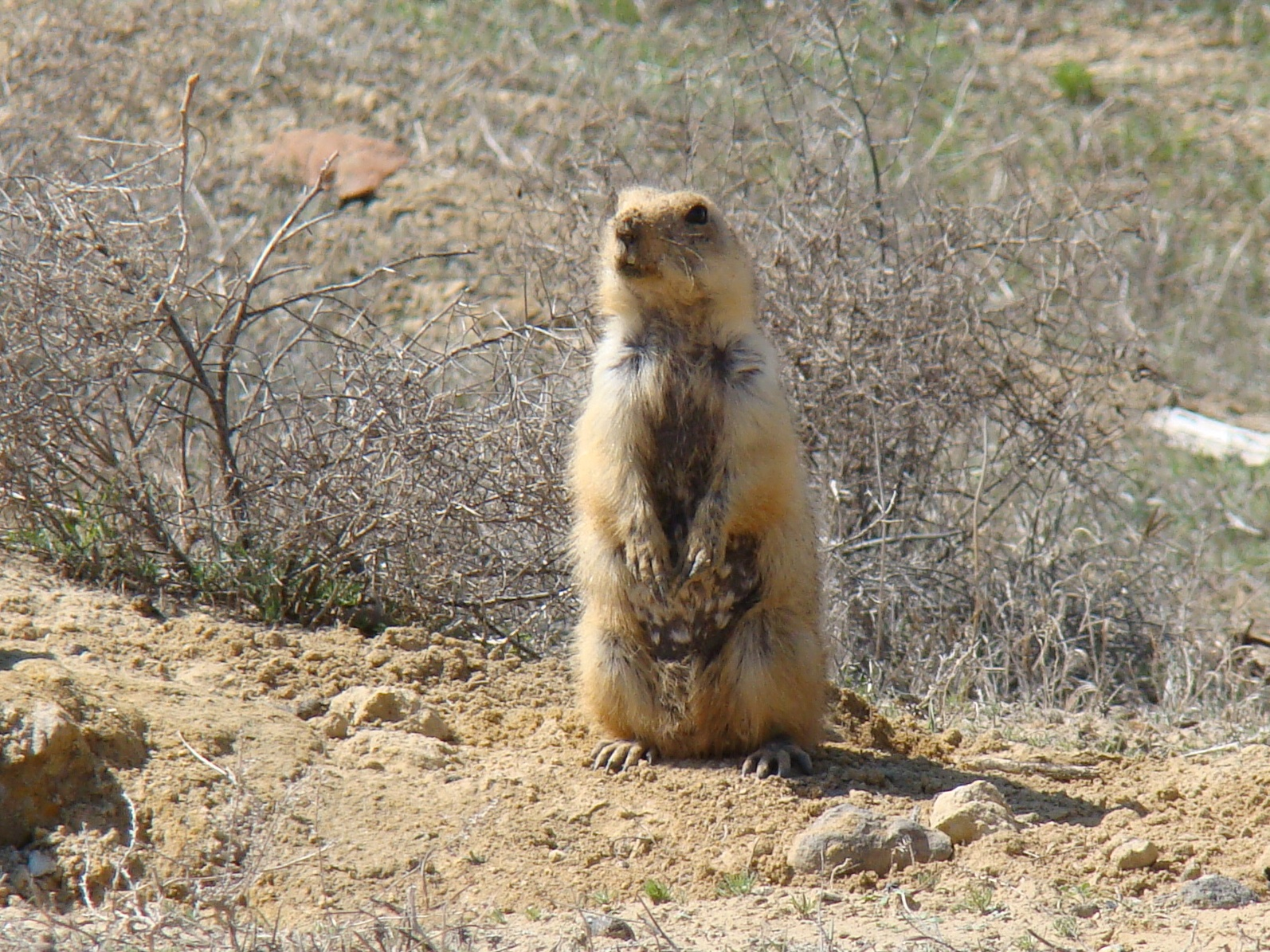
Un citello giallo ritto in piedi.

Il citello giallo è uno scoiattolo di terra diurno. Vive principalmente in deserti e aree semidesertiche con suoli sabbiosi, argillosi o löss e si nutre principalmente di varie parti di piante, in particolare radici e tuberi di varie piante del deserto, nonché delle parti non sotterranee delle piante alofile. Questi animali conducono un'esistenza solitaria e territoriale, difendendo un territorio relativamente ampio dalle intrusioni di altre specie. Il rifugio è costituito da un unico semplice cunicolo. A volte vengono utilizzate a tale scopo le tane abbandonate del gerbillo gigante (Rhombomys opimus). Occasionalmente i citelli migrano quando le aree in cui vivono vengono allagate dallo scioglimento delle nevi o quando non riescono a trovare abbastanza cibo.
Come gli altri citelli, questi animali trascorrono l'inverno in un lungo letargo, che dura da settembre a metà maggio. Non sono disponibili dati riguardo alle sue abitudini riproduttive. Il citello giallo condivide la parte meridionale dell'areale con il citello rosso (Spermophilus major) e in alcune regioni sono stati rinvenuti ibridi di queste due specie.
Oltre al citello pigmeo (Spermophilus pygmaeus), al gerbillo gigante e al merione del Mezzogiorno (Meriones meridianus), il citello giallo è uno dei potenziali portatori della «peste bubbonica», diffusa tra i roditori e causata dalla Yersinia pestis. Nel citello giallo sono stati trovate in tutto sette specie di coccidi.

## Tassonomia
Il citello giallo viene classificato come specie indipendente all'interno del genere Spermophilus, attualmente costituito da 15 specie a seguito di una revisione tassonomica. La prima descrizione scientifica venne effettuata nel 1823 dal naturalista Martin Hinrich Lichtenstein a partire da alcuni individui provenienti da una località del Kazakistan ad est dei monti di Mugodžar e a nord del lago d'Aral.
Ne vengono riconosciute tre sottospecie, compresa la forma nominale:
- S. f. fulvus Lichtenstein, 1823, la forma nominale, diffusa nella parte settentrionale dell'areale, tra il mar Caspio e il lago d'Aral. È di colore marrone dorato con il sottopelo grigio cenere e il dorso color sabbia;
- S. f. hypoleucos Satunin, 1909, diffusa nell'Iran nord-orientale. Di color sabbia, si distingue per la colorazione bianca del ventre;
- S. f. oxianus Thomas, 1915, diffusa nelle regioni montuose della parte meridionale dell'areale. È relativamente piccola e presenta la stessa colorazione della forma nominale, pur avendo la testa un po' più grigia.

## Conservazione
Il citello giallo viene classificato dall'Unione internazionale per la conservazione della natura (IUCN) come «specie a rischio minimo» (Least Concern). Tale status trae giustificazione dalla popolazione numerosa e dall'ampia area di distribuzione della specie. Viene cacciato dai locali per la carne e la pelliccia, ma non così eccessivamente da costituire una minaccia per la specie.